# ديرموت فيتزجيرالد
ديرموت فيتزجيرالد (بالإنجليزية: Dermot FitzGerald)‏ هو مصور أيرلندي، ولد في 20 مارس 1935، وتوفي في 5 فبراير 2006.